# Rivière Magusi
Pour les articles homonymes, voir Magusi.
La rivière Magusi est une rivière du Québec et l'Ontario située dans Abitibi-Ouest et le District de Cochrane. Elle se jette dans le lac Duparquet

## Géographie
La rivière se jette dans le lac Duparquet.

## Toponymie
Le nom de la rivière n'a plus être déterminé avec certitude. En algonquin, magosi, signifie « sentir» La rivière est connu en algonquin sous le nom de Esabi Magosi, esipan ou esiban signifiant raton laveur.